# 布基 (馬林區)
50°43′9″N 28°50′46″E / 50.71917°N 28.84611°E
布基（烏克蘭語：Буки），是烏克蘭北部的村莊，隸屬日托米爾州的科羅斯滕區。該村始建於1613年，面積1.27平方公里，海拔高度176米，2001年人口195，人口密度每平方公里154.15人。